# کووتا

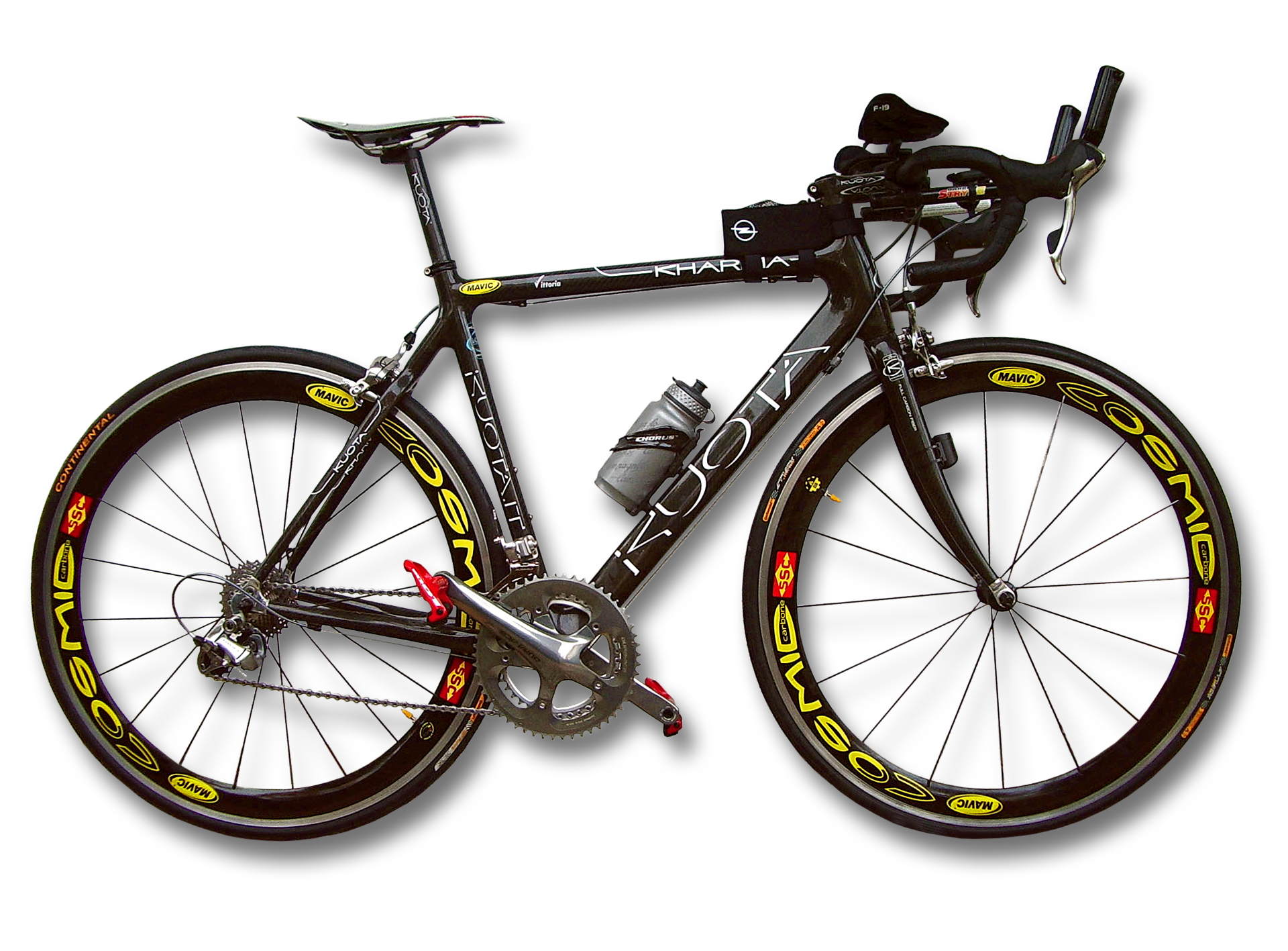
نمایی از یک دوچرخه محصول کووتا - ۲۰۱۹

کووتا (انگلیسی: Kuota) شرکت دوچرخه‌سازی ایتالیایی است، که در سال ۲۰۰۱ تأسیس شد.